# Bergmann (Heraldik)
Der Bergmann ist in der Heraldik eine gemeine Figur und wird auch als Miner, Bergknappe, Hauer oder Kumpel bezeichnet.
Dargestellt im Wappenschild wird ein Mensch stehend oder kniend und oft in meist arbeitstypischer Haltung vor Ort. Zu erkennen ist der Bergmann durch die Bergmannstracht, durch das Gezähe Schlägel und Eisen in den Händen, durch die Grubenlampe oder durch andere Attribute (Fackel, Spitzhacke usw.) des Bergbaus. Die heraldischen Farben beschränken praktisch sich auf Schwarz oder Silber, aber andere sind möglich. Man beabsichtigt mit Schwarz oder Silber auch den Kohle-, Zinn- und Silber- oder Salzbergbau zu erklären. 
Die Wappenfigur ist in der Blasonierung ausreichend zu beschreiben, da die Darstellung oft recht kompliziert ist. 
Neben der Darstellung im Wappenschild ist der Bergmann auch vereinzelt als Schildhalter anzutreffen.
Die gemeine Figur ist auch als redendes Motiv für den Familiennamen Bergmann o. ä. bekannt.

## Beispiele

Stehender Bergmann mit Hacke und Geleucht
Kniender Bergmann vor Ort
Bergmann und Engel am Stollenmundloch
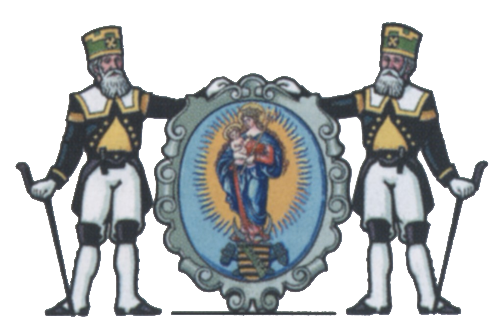
Zwei Bergmänner als Schildhalter im alten Wappen von Marienberg